# Lista najwyższych budynków w Saint Louis
St. Louis jest miastem w USA. Jest to dość małe skupisko wieżowców. Tych powyżej 100 metrów jest tutaj tylko 9. 3 kolejne są w budowie, jednak nie wiadomo czy wysokość dwóch z nich przekroczy 100 metrów. 

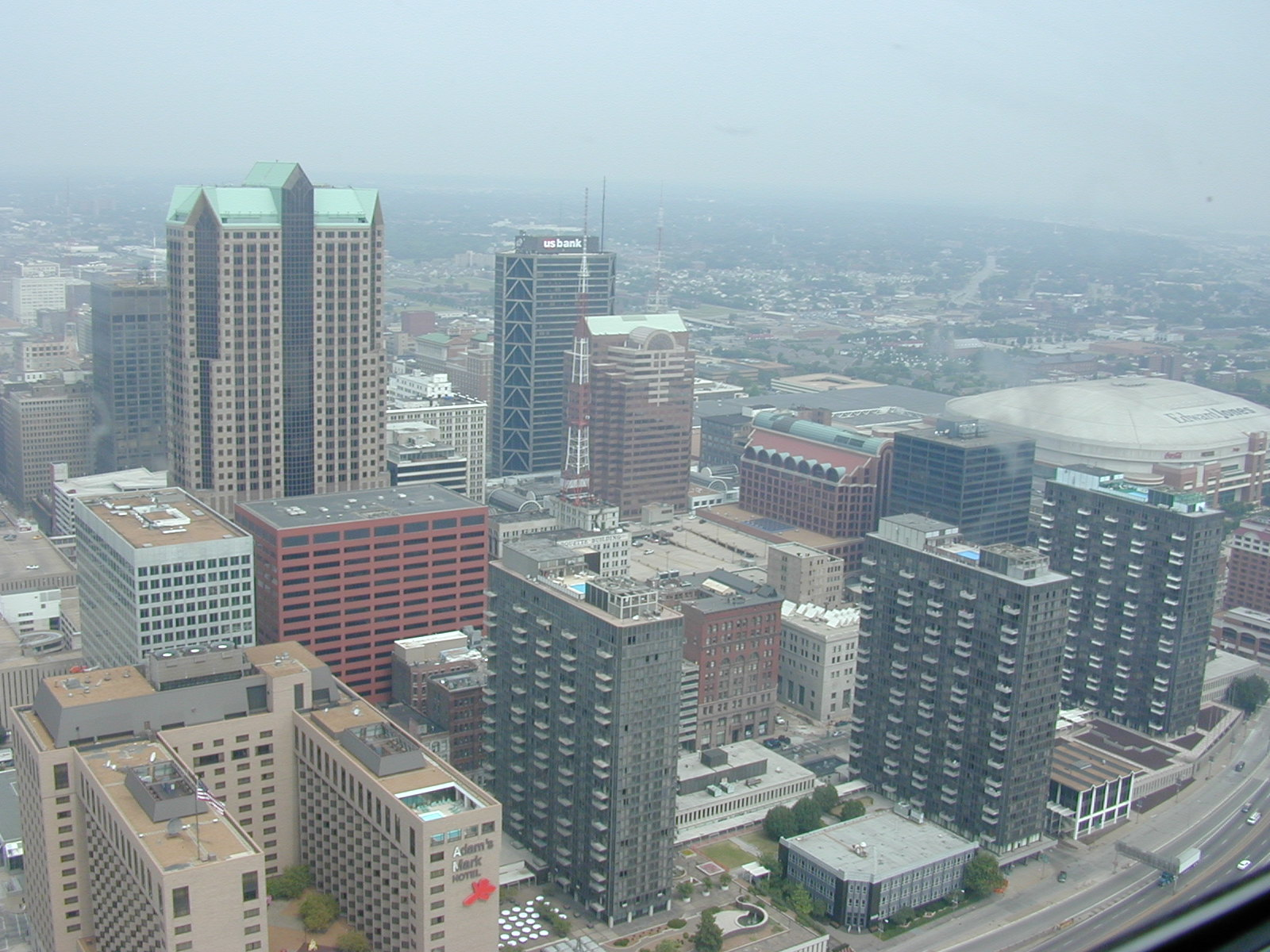
Centrum miasta

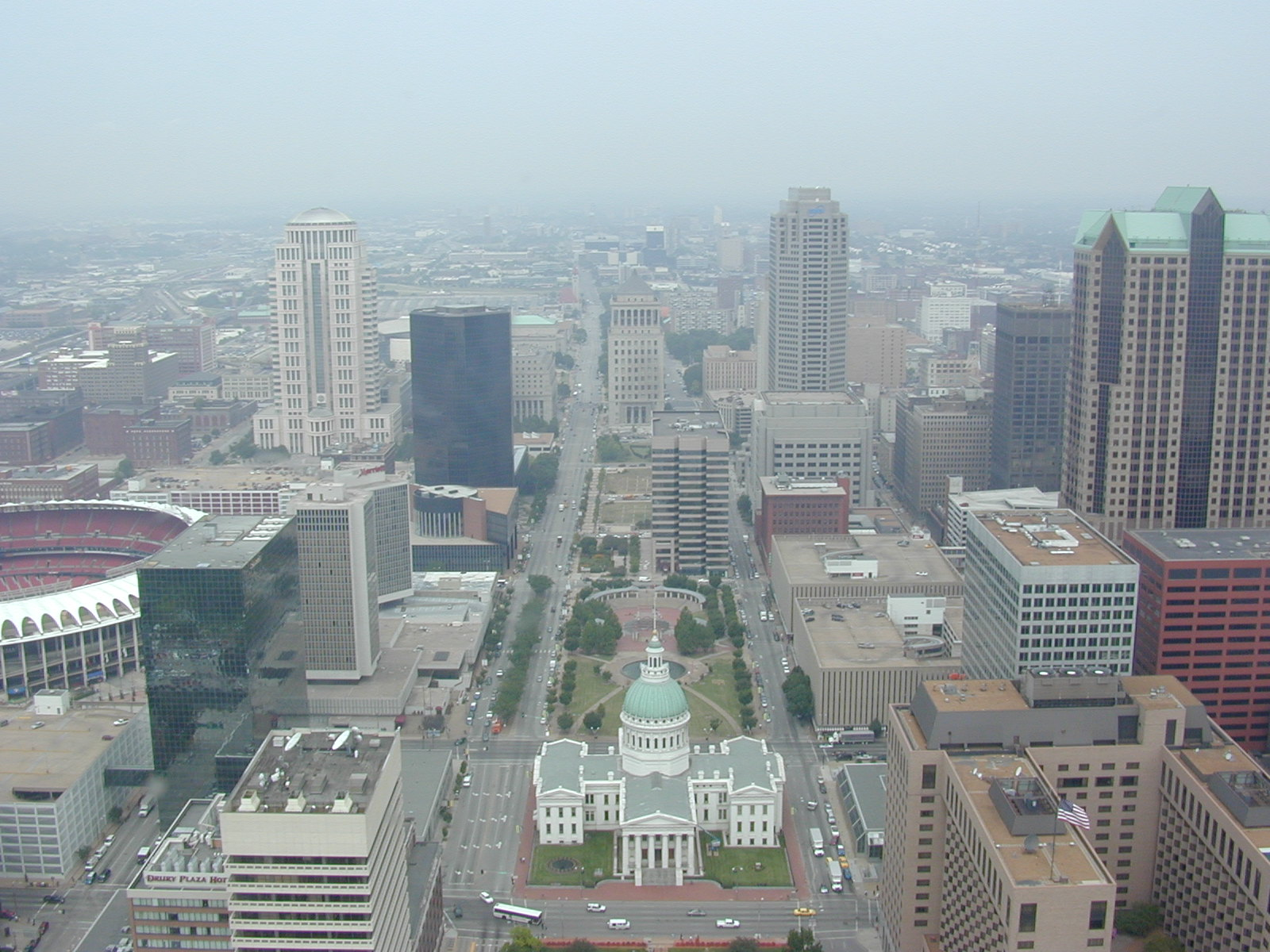
Centrum miasta

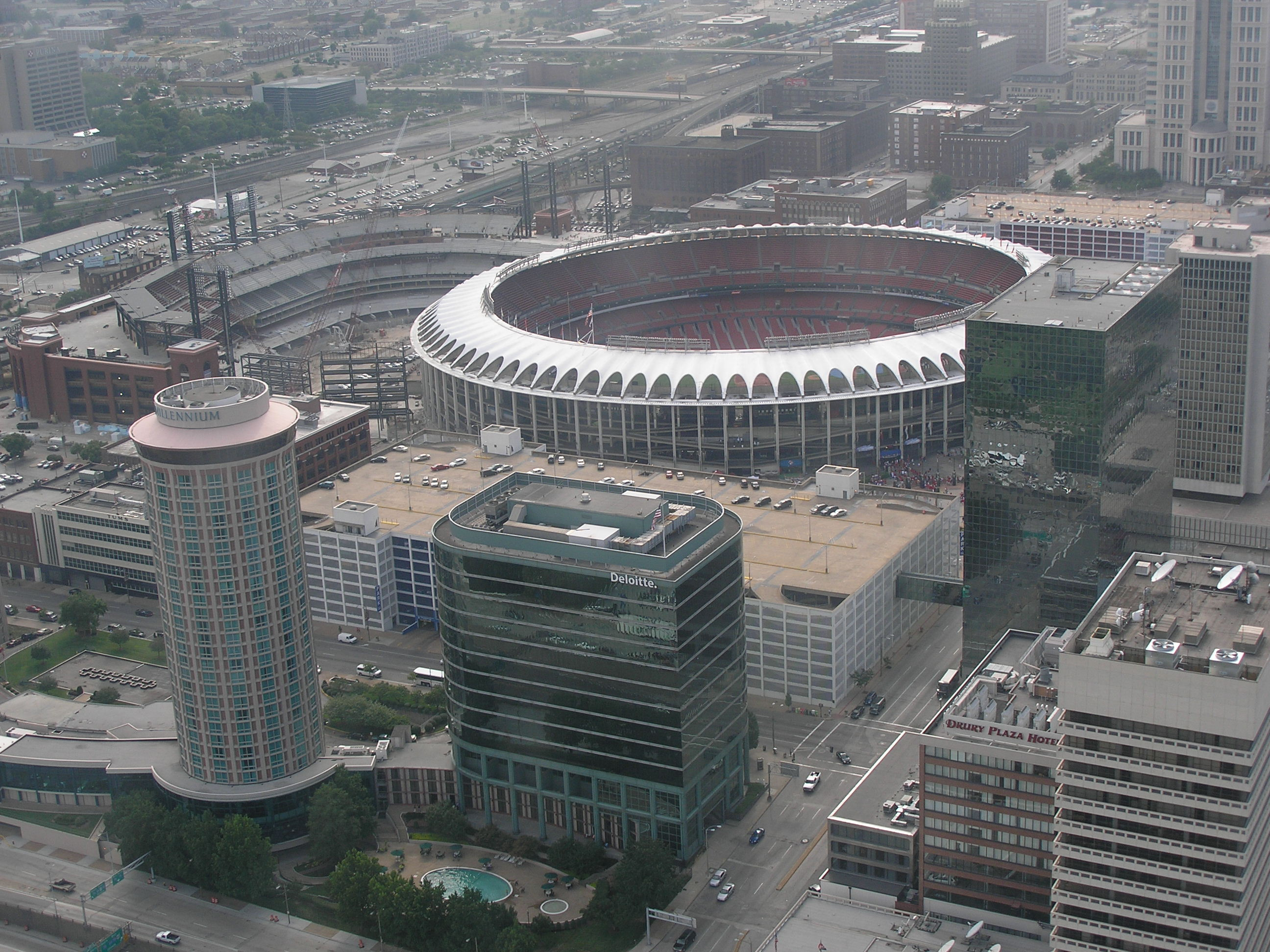
Centrum miasta

## 10 najwyższych budynków
| Ranking | Budynek                       | Wysokość strukturalna | Liczba pięter | Rok budowy |
| ------- | ----------------------------- | --------------------- | ------------- | ---------- |
| 1.      | One Metropolitan Square       | 181 m                 | 42            | 1989       |
| 2.      | AT&T Center                   | 179 m                 | 44            | 1986       |
| 3.      | Thomas F. Eagleton Courthouse | 170 m                 | 28            | 2000       |
| 4.      | One US Bank Plaza             | 148 m                 | 35            | 1976       |
| 5.      | Laclede Gas Building          | 122 m                 | 31            | 1969       |
| 6.      | Southwestern Bell Building    | 122 m                 | 26            | 1926       |
| 7.      | Civil Courts Building         | 118 m                 | 13            | 1929       |
| 8.      | Bank of America Plaza         | 117 m                 | 31            | 1981       |
| 9.      | One City Center               | 114 m                 | 25            | 1986       |
| 10.     | Queeny Tower                  | 98 m                  | 19            | 1965       |